# Brad Fuller (Komponist)

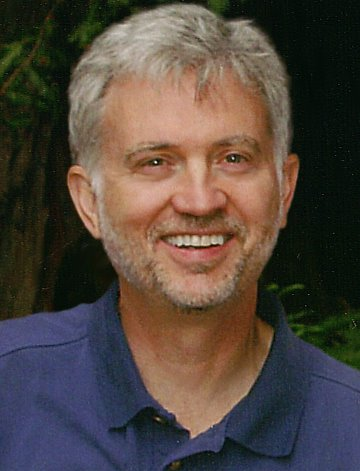
Brad Fuller, 2005

Brad Allen Fuller (* 5. November 1953 in Indianapolis, Indiana; † 2. Januar 2016 in San Jose, Kalifornien) war ein US-amerikanischer Komponist von Videospielmusik, der von 1982 bis 1996 für die Unternehmen Atari, Inc. und Atari Games wirkte.

## Leben
Brad Fuller wurde 1953 in Indianapolis geboren. Er studierte zunächst Jazzmusik am Berklee College of Music und der Indiana University Bloomington. Seit 1978 komponierte er Videospielmusik. 1982 wurde er von Atari Games als Toningenieur eingestellt.
Zunächst arbeitete er vor allem an der Portierung der Videospielmusiken von Titeln wie Donkey Kong, Donkey Kong Jr., Robotron: 2084 oder Superman III (alle 1982). Fuller komponierte dann für Atari zahlreiche Videospielmusiken, unter anderem für die Spiele Marble Madness (1984), Blasteroids (1987) und Tengen Tetris (1988). Später war er als Director of Audio verantwortlich für die Soundtracks und Videospielmusiken sämtlicher Atari-Produkte. 1993 wurde er zum Director of Engineering befördert. 1996 verließ er das Unternehmen und wechselte als Partner zu den Matter to Magic Studios.
Er erlange einen Master of Science in Technology Management der Pepperdine University. Nach drei Jahren beim Unternehmen OpenTV war er 2002 einer der Mitbegründer des Audio-Unternehmens Sonaural, LLC. Er hielt Vorlesungen am Cogswell Polytechnical College.
Fuller starb Anfang Januar 2016 an Bauchspeicheldrüsenkrebs. Er hinterließ seine Frau Rebecca sowie seine beiden Söhne. Der 2016 veröffentlichte Dokumentarfilm Beep: A Documentary History of Game Sound ist seinem Andenken gewidmet.